# Pass the Dutchie
Pass the Dutchie ist ein Reggae-Song von Musical Youth, dessen Melodie auf den Riddim Full Up von Jackie Mittoo und Leroy Sibbles zurückgeht. Der Song erschien 1982 auf dem Album The Youth of Today und wurde noch im selben Jahr als Single ausgekoppelt.

## Geschichte
Pass the Dutchie ist eine entschärfte Version des Liedes Pass the Kouchie der Mighty Diamonds, das 1981 erschienen ist. „Koutchie“ (ein Joint, auch kouchie, kutchie, …) wurde hier durch „Dutchie“ (Kosewort für einen Dutch oven) ersetzt. Generell wurden im Lied alle Referenzen zu Drogen durch Lebensmittel ersetzt, so auch die Zeile „How does it feel when you got no herb?“ (deutsch „Wie fühlt es sich an, kein Kraut zu haben?“) zu „How does it feel when you got no food?“ (deutsch „Wie fühlt es sich an, nichts zu essen zu haben?“).
Der Ausruf „This generation rules the nation with version“ im Intro ist ein abgewandeltes Zitat. Es verweist auf das Intro von Rule the Nation von U-Roy aus dem Jahr 1970, wo es heißt: „This station rules the nation with version.“
Die Zeile „Music happens to be the food of love“ in der ersten Strophe ist eine Anspielung an Derrick Morgans Rocksteady-Hit Music Be the Food of Love aus dem Jahr 1968.
Pass the Dutchie wurde im August 1982 veröffentlicht. In Kanada, Großbritannien, Irland, Australien, Neuseeland, Schweiz, Niederlande und Belgien wurde der Reggae-Song ein Nummer-eins-Hit.

## Rezeption
Im Film Scooby-Doo und in der vierten Staffel der Fernsehserie Stranger Things war das Lied ebenfalls zu hören.

## Kommerzieller Erfolg

### Chartplatzierungen
| ChartsChartplatzierungen       | Höchstplatzierung | Wochen |
| ------------------------------ | ----------------- | ------ |
| Deutschland (GfK)              | 2 (20 Wo.)        | 20     |
| Österreich (Ö3)                | 2 (12 Wo.)        | 12     |
| Schweiz (IFPI)                 | 1 (12 Wo.)        | 12     |
| Vereinigte Staaten (Billboard) | 10 (18 Wo.)       | 18     |
| Vereinigtes Königreich (OCC)   | 1 (15 Wo.)        | 15     |

| ChartsJahrescharts (1982)    | Platzierung |
| ---------------------------- | ----------- |
| Vereinigtes Königreich (OCC) | 6           |

| ChartsJahrescharts (1983)      | Platzierung |
| ------------------------------ | ----------- |
| Deutschland (GfK)              | 17          |
| Vereinigte Staaten (Billboard) | 91          |

### Auszeichnungen für Musikverkäufe
| Land/Region                  | Auszeichnungen für Musikverkäufe (Land/Region, Auszeichnung, Verkäufe) | Verkäufe  |
| ---------------------------- | ---------------------------------------------------------------------- | --------- |
| Frankreich (SNEP)            | Gold                                                                   | 500.000   |
| Kanada (MC)                  | Platin                                                                 | 100.000   |
| Neuseeland (RMNZ)            | 2× Platin                                                              | 60.000    |
| Niederlande (NVPI)           | Gold                                                                   | 100.000   |
| Spanien (Promusicae)         | Gold                                                                   | 25.000    |
| Vereinigtes Königreich (BPI) | Gold                                                                   | 500.000   |
| Insgesamt                    | 4× Gold · 3× Platin ·                                                  | 1.285.000 |

## Coverversionen
Der Titel wurde vielfach gesampled. Im Folgenden findet sich eine Auswahl:
- 1990: Public Enemy: Revolutionary Generation
- 1992: A Tribe Called Quest: I Left My Wallet in El Segundo (Vampire Mix)
- 1995: Snow: Murder Love
- 1995: Cypress Hill: Everybody Must Get Stoned
- 1997: Missy Elliott feat. Timbaland: Pass Da Blunt
- 1998: Buck-O-Nine
- 2000: Superfunk Inc. The Young MC
- 2002: Wyclef Jean: The Mix Show
- 2002: Ms. Dynamite: Dy-Na-Mi-Tee
- 2005: Rita Marley feat. Wyclef Jean: Take Me to the West Indies
- 2005: The Black Eyed Peas: Dum Diddly